# 転進
転進（てんしん）とは、日本軍において使われていた言葉。

## 概要
日本軍では自軍が不利になって敵から逃げる形へと行動を変更することを転進と呼んでいた。実質的には撤退と同じ意味であったものの、あたかもそうではなかったかのような表現のために使われていた。
「転進」という新語は、陸軍省軍務局長の佐藤賢了少将と参謀本部第二部（情報部）長の有末精三少将が相談して合作した。大日本帝国陸軍では、退却を極度に戒めていて、将校の間では「退く」という表現を極度に嫌う空気があったためである。
転進はガダルカナル島の戦いで日本軍が撤退した際の大本営発表で初めて使われた言葉であり、それ以降も日本軍は転進と表現される撤退を繰り返していった。